# 1853 у літературі

## Твори
- Чарлз Дікенс закінчив публікацію «Холодного дому».
- Елізабет Гаскелл надрукувала роман «Рут».
- Шарлотта Бронте видала роман «Вільєтт».

## Народилися
- 28 січня — Соловйов Володимир Сергійович, російський філософ, поет, публіцист, літературний критик (помер у 1900).
- 27 липня — Короленко Володимир Галактіонович, російський письменник (помер у 1921).

## Померли
- 28 квітня — Людвіг Тік (нім. Johann Ludwig Tieck), німецький письменник (народився в 1773).